# 18458 Caesar
18458 Caesar è un asteroide della fascia principale. Scoperto nel 1995, presenta un'orbita caratterizzata da un semiasse maggiore pari a 2,2995692 UA e da un'eccentricità di 0,1372653, inclinata di 5,87859° rispetto all'eclittica.
È dedicato a Gaio Giulio Cesare, celeberrimo condottiero romano.